# Lomnice nad Popelkou
Lomnice nad Popelkou (Lomnitz bei Gitschin, em alemão) é uma cidade tcheca localizada na região de Liberec, distrito de Semily. Lomnice nad Popelkou é mencionada pela primeira vez no ano de 1242.  